# (100280) 1995 BQ1
(100280) 1995 BQ1 es un asteroide perteneciente al cinturón de asteroides, descubierto el 26 de enero de 1995 por Takao Kobayashi desde el Observatorio de Ōizumi, Ōizumi, Japón.

## Designación y nombre
Designado provisionalmente como 1995 BQ1.

## Características orbitales
1995 BQ1 está situado a una distancia media del Sol de 2,547 ua, pudiendo alejarse hasta 2,957 ua y acercarse hasta 2,137 ua. Su excentricidad es 0,160 y la inclinación orbital 4,599 grados. Emplea 1484 días en completar una órbita alrededor del Sol.

## Características físicas
La magnitud absoluta de 1995 BQ1 es 15,8.